# Safilo Group
Die Safilo Group S.p.A. ist eine italienische Unternehmensgruppe mit Hauptsitz in Padua, die Brillen herstellt.
Safilo produziert neben den Eigenmarken Carrera, Polaroid, Safilo, Oxydo und Smith Optics die Designermarken Banana Republic, BOSS, BOSS Orange, Bottega Veneta, Céline, Dior, Fossil, HUGO, J.Lo by Jennifer Lopez, Jimmy Choo, Juicy Couture, Kate Spade, Liz Claiborne, Marc Jacobs, Marc by Marc Jacobs, Max Mara, Max&Co., Pierre Cardin, Saks Fifth Avenue und Tommy Hilfiger; früher auch Gucci. Ab 2016 werden auch die neuen Brillen von Swatch „The Eyes“ produziert. Die Produkte werden über Exklusivhändler und 39 Tochtergesellschaften vertrieben. Zusätzlich produziert die Gruppe Ski- und Fahrradhelme in Padua. Safilo verfügt mit der Safilo Gallery über die größte italienische Privatsammlung für die Geschichte der Brille. Es werden Exemplare aus den letzten 700 Jahren gezeigt.
Die Produktion findet in drei italienischen Werken (Santa Maria di Sala, Longarone und Martignacco), einem in den USA (Salt Lake City), einem in Slowenien (Ormož) und einem in China (Suzhou) statt.

## Geschichte
1878 gründet Calalzo di Cadore in den Friauler Dolomiten die erste Firma zur Produktion von Linsen und Rahmen. 1934 kaufte Guglielmo Tabacchi, Sohn in die USA ausgewanderter Italiener, die Produktion und gründete in Calalzo di Cadore die Firma Safilo (Società Azionaria Fabbrica Italiana Lavorazione Occhiali: Italienische Firma zur Herstellung von Brillen). Sie exportierte in die europäischen Länder, den Nahen Osten, Nordafrika und Südafrika.
Während des Zweiten Weltkrieges stellte Safilo Brillen aus Zelluloid für Deutschland her. Nach dem Krieg wurde wieder nach ganz Europa exportiert. Nun fanden auch Exporte in die USA statt. 1974 starb Guglielmo Tabacchi und seine Söhne übernahmen die Firmenleitung. Seit 1987 ist Safilo an der Borsa Italiana notiert. Im Juli 2001 gab es ein öffentliches Übernahmeangebot von Vittorio Tabacchi (Leveraged Buy-out) und dieser erhielt die Aktienmehrheit. Daraufhin nahm er die Firma von Börse. Am 11. November 2005 kehrte sie an die Börse zurück, um mit Fremdkapital die Verschuldung nach der Übernahme zu reduzieren. 2009 übernimmt die HAL Holding, eine niederländische Investmentgesellschaft, 37,2 % der Aktien, später 42,2 %. Vittorio Tabacchi hielt danach noch etwas über 9 % des Aktienkapitals.

## Aktionäre
(Stand: April 2021)
- HAL Investments über Multibrands Italy BV: 49,843 %
- BDL Capital Management: 14,996 %
- Streubesitz: 35,161 %